# Caso Calviá
El Caso Calviá fue el intento de soborno al concejal socialista del ayuntamiento de Calviá, José Miguel Campos, por parte del PP de Baleares, el 27 de enero de 1992, para cambiar la mayoría de gobierno a este ayuntamiento y provocar una moción de censura contra la entonces alcaldesa socialista Margarita Nájera.

## Relación de los hechos
El precio que se fijó fue de 100 millones de pesetas de aquel tiempo, pero el plan no llegó a buen puerto porque el regidor socialista denunció los hechos aportando unas grabaciones en que se demostraba el intento de soborno.

## Personas implicadas
- Francesc Gilet Girart: Exconsejero del Gobierno Balear y exdiputado nacional del PP, procesado por soborno y delito electoral.
- Eduard Vellibre: Expresidente PP de Calviá
- Andreu Bordoy: Vicepresidente PP de Calviá
- Andreu Pizà: Regidor del PP de Calviá
- Miquel Deyà: Responsable de ordenación del territorio del PP Balear.
- Joan Forcades: Expresidente del Comité Electoral del PP-Baleares.

## Sentencia y condenados
El caso Calviátiene firme sentencia de la Audiencia provincial desde el 1993, ratificada por el Tribunal Supremo (1994), en la cual se condenó dos exdirigentes del PP de Baleares -Andreu Bordoy y Miguel Deyà- y el empresario Guillem Ginard por intentar sobornar al regidor socialista José Miguel Campos, al cual ofrecieron 100 millones de pesetas para apoyar una moción de censura contra la alcaldesa, del PSOE. El candidato popular a la alcaldía de Calviá, Eduard Vellibre, el exconsejero Francesc Gilet y el entonces presidente Gabriel Cañellas declararon en el juicio, pero fueron exculpados.
El marzo de 1996, Bordoy enseñó supuestas nuevas pruebas ante el titular del Juzgado de Instrucción número 3 de Palma, José Castro, que involucraban, según parecía, a la cúpula del PP balear en el montaje de la trama. 
El caso fue reabierto, pero el 25 de junio de 1996 el juez se inhibió a favor de la Sala Civil y Penal del Tribunal Superior de Justicia de las Islas Baleares (TSJIB) dado que las investigaciones afectaban personas con la calidad de aforadas, como Cañellas y Gilet. Pero finalmente el caso devolvió al Juzgado de Instrucción por carencia de pruebas contra los aforados, y ya no hubo juicio porque a principios de 1999 se declaró la prescripción del delito.